# Phanerotoma graeca
Phanerotoma graeca är en stekelart som beskrevs av Herbert Zettel 1990. Phanerotoma graeca ingår i släktet Phanerotoma och familjen bracksteklar. Inga underarter finns listade i Catalogue of Life.